# Paracortina serrata
Paracortina serrata är en mångfotingart som först beskrevs av Wang och Zhang 1993.  Paracortina serrata ingår i släktet Paracortina och familjen Paracortinidae. Inga underarter finns listade i Catalogue of Life.